# Comperiella aspidiotiphaga
Comperiella aspidiotiphaga är en stekelart som beskrevs av Subba Rao 1966. Comperiella aspidiotiphaga ingår i släktet Comperiella och familjen sköldlussteklar.
Artens utbredningsområde är Pakistan. Inga underarter finns listade i Catalogue of Life.